# ¡Forward, Russia!
Pour les articles homonymes, voir Russia (homonymie).
¡Forward, Russia! est un groupe de rock alternatif britannique originaire de Leeds, en Angleterre. Il est formé en 2004, puis se met en pause en 2008. Le groupe utilise du faux cyrillique pour écrire son nom, ¡FФЯWДЯD, RUSSIД!. Il se reforme en 2013 pour un concert au Brudenell Social Club de Leeds en novembre 2013, puis au Live at Leeds Festival au Leeds Town Hall en 2014.

## Biographie

### Formation et débuts
¡Forward, Russia! est formé au début de 2004 par Tom Woodhead et Rob Canning, ancien membre de The Black Helicopters, et des frères et sœurs Katie Nicholls et Whiskas (Sam Nicholls), du groupe Les Flames!,. Le groupe effectue sa première tournée en avril, peu après avoir été bien accueilli par la presse nationale comme Drowned in Sound et NME pour leurs démos.
En avril 2005, ¡Forward, Russia! publie Nine, un single split 7" avec This Et Al, publié au label du guitariste Whiskas, Dance to the Radio,. En été 2005, Nicholls finit ses études et les autres membres quittent leur travail pour se consacer à plein temps au groupe. Le single Thirteen/Fourteen est publié en août 2005 chez White Heat Records, accompagné d'une tournée britannique. Toujours en 2005, le groupe est choisi par le NME  comme pilier musical de Leeds de la dite scène « New Yorkshire » (avec The Research, The Sunshine Underground, The Ivories, et Black Wire),.

### Give Me a Wall
Leur prochain single, une nouvelle version de Nine, est publiée en mai et précédée par l'album Give Me a Wall, produit par Paul Tipler et publié le 15 mai 2006 au Royaume-Uni.  cette période, ils tournent avec We Are Scientists et jouent avec The Automatic, The Long Blondes, Howling Bells et Boy Kill Boy pendant le NME New Music Tour.
Le groupe signe avec le label Mute Records en Amérique du Nord, où est publié Give Me a Wall le 19 septembre 2006. Une version numérique de Thirteen et deux EPs comprenant les chansons Nine et Eighteen sont publiés en soutien à l'album. ¡Forward, Russia! visiteront quatre fois l'Amérique et jouent, en 2006, au South by Southwest, CMJ Music Marathon des tournées avec Scanners et Snowden. Au Japon, le groupe signe chez Vinyl Junkie Recordings. Dance to the Radio distribue Give Me a Wall dans le reste du monde grâce à un partenariat avec Cooperative Music.
Nine est incluse dans la bande-son du jeu vidéo Burnout Dominator sur PSP (2007). La version originale de Nine est produite par Richard Green (ex-Ultrasound et The Somatics). L'année 2006 assiste à une brève tournée du groupe en Europe et aux États-Unis. Le groupe joue au festival de Reading and Leeds et au Carling Weekend. Ils jouent même à la tournée organisée par MTV2, le Spanking New Music Tour en novembre 2006 avec Wolfmother, The Maccabees et Fields.
Au festival belge Pukkelpop, le groupe lance son premier single post-GMAW - Don't Be a Doctor. Doctor est enregistré par le producteur de GMAW, Paul Tipler, en septembre 2006 et publi comme single 10" en février 2007.

### Life Processes
Après un concert secret, le groupe enregistre de nouvelles chansons avec Matt Bayles à Seattle,. Ils mentionnent entretemps la possibilité d'une tournée en 2007. Un single repris de l'album, Breaking Standing, est le premier publié venant de cette session. L'album s'intitule Life Processes et est publié chez Cooking Vinyl au Royaume-Uni le 14 avril 2008, Mute North America en juin 2008, et Vinyl Junkie au Japon le 26 mars 2008. La version japonaise comprend les inédits Reflection Symmetry et Don't Be a Doctor. L'album, d'après le magazine SPIN explore « un territoire plus riche, et plus progressif » que ses prédécesseurs ; il est d'ailleurs bien accueilli par la presse spécialisée,,.

### Dernières activités
En 2008, le groupe annonce une pause concernant ¡Forward, Russia!, et un possible futur album à leur retour,. 
Ils reviennent le 30 mars 2013, informant d'une possible réunion, qui est confirmée pour le 9 septembre lors d'un concert au Brudenell Social Club en novembre 2013, puis au Live at Leeds Festival au Leeds Town Hall en 2014.

## Membres
- Tom Woodhead - chant, synthétiseur
- Whiskas - guitare, synthétiseur
- Rob Canning - basse
- Katie Nicholls - batterie, voix

## Discographie

### Albums studio
- 2006 : Give Me a Wall (Dance to the Radio)

1. Thirteen
2. Twelve
3. Fifteen Pt I
4. Nine
5. Nineteen
6. Seventeen
7. Eighteen
8. Sixteen
9. Seven
10. Fifteen Pt II
11. Eleven

- 2008 : Life Processes (Cooking Vinyl)

1. Welcome to the Moment (The Rest of Your Life)
2. We Are Grey Matter
3. A Prospector Can Dream
4. Spring Is a Condition
5. Don't Reinvent What You Don't Understand
6. Some Buildings
7. Breaking Standing
8. Gravity and Heat
9. Fosbury in Discontent
10. A Shadow Is a Shadow Is a Shadow
11. Spanish Triangles

### Singles
- Nine
- Thirteen/Fourteen
- Twelve
- Eighteen
- Nineteen
- Don't Be a Doctor
- Breaking Standing